# Chiesa di San Pietro (Borgo a Mozzano)
La chiesa di San Pietro è un edificio sacro situato ad Anchiano, nel comune di Borgo a Mozzano, nella provincia di Lucca, in Toscana.

## Storia e descrizione
Niente resta della chiesa originaria, già documentata nel X secolo, mentre è di epoca medievale la torre che la affianca, secondo la tradizione appartenuta alla famiglia dei Suffredinghi. Si ha notizia di un suo rifacimento verso la fine del XV secolo, voluto con tutta probabilità da Niccolò Sandonnini, vescovo di Lucca, perché il suo stemma si ritrova all'esterno e all'interno, nel fonte battesimale. 
All'interno, a crociera, si conservano anche un ciborio della bottega di Andrea della Robbia (1495-1500 circa), e, in due nicchie dell'abside, una Madonna col Bambino e i Santi Giusto (?) e Pietro firmata dal pistoiese Bartolomeo di Andrea Bocchi (1460 circa); il terzo pannello a destra è di recente esecuzione. Il trittico, proveniente dalla chiesa dei Santi Giusto e Clemente a Puticiano, è un'opera tarda del pittore, verso il 1460, nella quali si tenta di aggiornare la cultura tardogotica del pittore alla luce delle novità rinascimentali.